# Ključevica
Ključevica je naselje v Občini Trbovlje.